# Aynsley Dunbar
Aynsley Thomas Dunbar (Liverpool, 10 gennaio 1946) è un batterista britannico di blues, blues-rock, Jazz, rock progressivo, Hard rock e pop-rock.
Ha suonato come membro di numerosi e importanti gruppi sia come musicista d'accompagnamento che come ospite ed è stato pure leader di un proprio gruppo, gli Aynsley Dunbar Retaliation.

## Biografia
Nasce a Liverpool e da giovane suona la batteria in gruppi di blues, nel fenomeno del British Blues. Suona con John Mayall e i suoi Bluesbreakers per poi formare un gruppo a suo nome, Aynsley Dunbar Retaliation, con quattro LP di blues all'attivo. Con questa band ha inciso il pezzo Warning che poi è stato ripreso come cover dai Black Sabbath nel loro album d'esordio. 
Ha sostenuto un provino per suonare  nella Jimi Hendrix Experience, assieme a Mitch Mitchell (il quale poi è passato effettivamente al gruppo); secondo Chas Chandler fu la sorte (tramite il lancio di una moneta) a fargli preferire Mitchell.
Ha collaborato con alcuni dei massimi artisti rock, compresi Frank Zappa e Lou Reed.

## Discografia

### Con gli Aynsley Dunbar Retaliation
- 1968 - Aynsley Dunbar Retaliation
- 1968 - Doctor Dunbar's Prescription
- 1969 - To Mum, From Aynsley and the Boys
- 1970 - Remains To Be Heard

### Con i Journey
- 1975 - Journey
- 1976 - Look into the Future
- 1977 - Next
- 1978 - Infinity

### Con gli UFO
- 2000 - Covenant
- 2002 - Sharks

### Con i Jefferson Starship
- 1979 - Freedom at Point Zero
- 1981 - Modern Times
- 1982 - Winds of Change

### Con i Mothers of Invention
- 1970 - Weasels Ripped My Flesh
- 1971 - At Fillmore East
- 1972 - Just Another Band from L.A.
- 1972 - Waka Jawaka
- 1972 - The Grand Wazoo
- Con Lou Reed
- 1973 - Berlin

### Con gli Whitesnake
- 1987 -Whitesnake

### Con John Mayall and the Bluesbreakers
- 1967 - A Hard Road

### Con The Jeff Beck Group
- 1968 - Truth

### Con i Mogg/Way
- 1997 - Edge of the World

### Solista
- 2008 - Mutiny

### Collaborazioni
- 1970 - Frank Zappa - Chunga's Revenge
- 1971 - Frank Zappa - 200 Motels
- 1972 - Frank Zappa - Waka/Jawaka
- 1972 - Frank Zappa - The Grand Wazoo
- 1974 - Frank Zappa - Apostrophe (')
- 1973 - Lou Reed - Berlin (Lou Reed)
- 1973 - David Bowie - Pin Ups
- 1974 - David Bowie - Diamond Dogs
- 1976 - Sammy Hagar - Nine on a Ten Scale
- 2005 - Jake E Lee - Retraced